# مشروعیت
مشروعیت به‌معنای قانونی‌بودن یا طبق قانون بودن است. سیسرون این واژه را برای بیان قانونی‌بودن قدرت به‌کار برد. بعدها واژهٔ مشروعیت در اشاره به روش‌های سنتی، اصول قانون اساسی و انطباق با سنت‌ها به‌کار برده شد. پس از آن، عنصر «رضایت» نیز به معنای آن افزوده شد و رضایت، پایه و اساس فرمانروایی مشروع دانسته شد. در دوران مدرن برای نخستین بار ماکس وبر مفهوم مشروعیت را به صورت مفهومی عام بیان کرد. به عقیدهٔ او، مشروعیت بر «باور» مبتنی است و از مردم اطاعت می‌طلبد. قدرت فقط وقتی مؤثر است که مشروع بوده باشد.